# راسيل ستيوارت (لاعب دارت)
راسيل ستيوارت (بالإنجليزية: Russell Stewart)‏ هو لاعب دارت أسترالي، ولد في 9 أكتوبر 1960 في مانشستر في المملكة المتحدة.

## وصلات خارجية
- راسيل ستيوارت على موقع DartsDatabase.co.uk (الإنجليزية)